# シルバーチャーム
シルバーチャーム (Silver Charm) は、アメリカ合衆国の競走馬、種牡馬である。1997年のアメリカ二冠馬で、1998年のドバイワールドカップの優勝馬。2007年アメリカ競馬殿堂入り。
アメリカ・フロリダ州 のスコット・ダッドレイ夫妻の牧場で生まれた。主戦騎手はゲイリー・スティーヴンス。

## 戦績
2歳となった1996年に、アメリカ合衆国でデビューした。
翌1997年5月3日、単勝2番人気で迎えたアメリカクラシック三冠緒戦のケンタッキーダービー（ケンタッキー州チャーチルダウンズ競馬場）では、迫る本命 馬キャプテンボジットをアタマ差凌いで優勝し、バラのレイを授かった。三冠2戦目となる同月17日のプリークネスステークス（メリーランド州ピムリコ競馬場）では、同じく芦毛のライバルであるフリーハウスに、ここでもアタマ差 競り勝って二冠を達成。アファームド以来となる三冠の期待がかかった6月のベルモントステークス（ニューヨーク州ベルモントパーク競馬場）では本命に推されるもタッチゴールドの2着に終わり、三冠を逃した。しかし二冠が評価され、この年のエクリプス賞最優秀3歳牡馬に選出された。
古馬となった翌1998年3月にはアラブ首長国連邦のドバイワールドカップ（ドバイ、ナドアルシバ競馬場）へ遠征し、地元のスウェインに競り勝って世界最高額の優勝賞金を手にした。その後4戦して同年11月、アメリカ最大の競走であるブリーダーズカップ・クラシックに出走。同年のブリーダーズカップ・クラシックには他にもスキップアウェイ、スウェイン、ヴィクトリーギャロップ、コロナドズクエスト、オーサムアゲイン、ジェントルメンといった近年まれに見る豪華なメンバーが出走していたが、スキップアウェイに続く2番人気に支持された。レースでは再びスウェインとの叩き合い となりスウェインには先着したが、3番人気のオーサムアゲインにコースの内側をすくわれ2着に終わった。
翌1999年3月、ふたたび遠征したドバイワールドカップは前年の優勝馬として期待されたが、競走中に鼻出血を発症して6着に敗れた。さらには同年6月の競走でも再び鼻出血を発症して4着に敗れ、この競走を最後に競走生活から引退した。
最後は燃え尽きたが、勝つ時はいつも競り合いを制してのもので、図抜けてはいなかったが実に勝負強く、フリーハウスやスウェインといったライバルと数多くの名勝負を残した。1999年に「ブラッド・ホース」誌が選出した「20世紀のアメリカ名馬100選」で第63位に選ばれた ほか、2007年にはアメリカ競馬の殿堂入りを果たしている。

## 競走成績・受賞歴
アメリカ合衆国（米）22戦11勝、アラブ首長国連邦（首）2戦1勝。
- 1996年（3戦2勝）
  - デルマーフューチュリティ（米G2）
- 1997年（7戦3勝）
  - エクリプス賞最優秀3歳牡馬
  - ケンタッキーダービー（米G1）、プリークネスステークス（米G1）、サンヴィセンテステークス（米G3）
- 1998年（9戦6勝）
  - ドバイワールドカップ（首G1）、サンフェルナンドブリーダーズカップステークス（米G2）、ストラブステークス（米G2）、グッドウッドブリーダーズカップハンデキャップ（米G2）、クラークハンデキャップ（米G2）、ケンタッキーカップクラシックハンデキャップ（米G3）
- 1999年（5戦1勝）
  - サンパスカルハンデキャップ（米G2）

## 種牡馬時代
2000年にアメリカ・ケンタッキー州のスリーチムニーズファームで種牡馬となる。2004年に日本中央競馬会 (JRA) に買い取られ日本に輸出され、翌2005年から新ひだか町静内の日本軽種馬協会 (JBBA) 静内種馬場で供用される。日本での供用初年度は102頭に種付けして、のちに69頭が血統登録された。
2007年、この年の種付けシーズン終了後、青森県にあるJBBA七戸種馬場に移動した。
2008年、6月18日に旭川競馬場で行われたフレッシュチャレンジをシルバーカテリーナが制して、日本へ輸入後に誕生した内国産の産駒が初勝利を挙げた。この年の種付けシーズン終了後、JBBA胆振種馬場に移動した。
2012年の種付けシーズン終了後にJBBA静内種馬場へ移動した。
2014年をもって種牡馬を引退。アメリカへ帰国し、オールドフレンズで功労馬として余生を過ごす。

### 代表産駒
- 2001年産
  - プリーチンアットザバー / Preachinatthebar[1][7]（サンフェリペステークス〈米G2〉、東京シティカップ〈米G3〉）
- 2003年産
  - スプリングワルツ / Spring Waltz（ランパートハンデキャップ〈米G2〉）
- 2006年産
  - シルバーカテリーナ（留守杯日高賞）
  - マコトバンクウ（尾張名古屋杯）
  - ハギノリベラ（金蹄ステークス）
- 2008年産
  - マルブツシルヴァー[7]（秋陽ジャンプステークス）
- 2013年産
  - スティールキング（北斗盃、北海優駿）

### 母父としての代表産駒
- 2013年産
  - ミライヘノツバサ（ダイヤモンドステークス）- 父ドリームジャーニー

## 血統表
| シルバーチャームの血統        | シルバーチャームの血統                               | シルバーチャームの血統                               | （血統表の出典）                                     | （血統表の出典） |
| 父系                          | バックパサー系（トムフール系）                       | バックパサー系（トムフール系）                       | バックパサー系（トムフール系）                       | [ § 2 ]          |
| 父 Silver Buck 1978 芦毛      | 父の父Buckpasser 1963 鹿毛                           | Tom Fool                                             | Menow                                                | Menow            |
| 父 Silver Buck 1978 芦毛      | 父の父Buckpasser 1963 鹿毛                           | Tom Fool                                             | Gaga                                                 |                  |
| 父 Silver Buck 1978 芦毛      | 父の父Buckpasser 1963 鹿毛                           | Busanda                                              | War Admiral                                          | War Admiral      |
| 父 Silver Buck 1978 芦毛      | 父の父Buckpasser 1963 鹿毛                           | Busanda                                              | Businesslike                                         |                  |
| 父 Silver Buck 1978 芦毛      | 父の母Silver Tune 1964 芦毛                          | Hail to Reason                                       | Turn-to                                              | Turn-to          |
| 父 Silver Buck 1978 芦毛      | 父の母Silver Tune 1964 芦毛                          | Hail to Reason                                       | Nothirdchance                                        |                  |
| 父 Silver Buck 1978 芦毛      | 父の母Silver Tune 1964 芦毛                          | Silver Fog                                           | Mahmoud                                              | Mahmoud          |
| 父 Silver Buck 1978 芦毛      | 父の母Silver Tune 1964 芦毛                          | Silver Fog                                           | Equilette                                            |                  |
| 母 Bonnie's Poker 1982 黒鹿毛 | 母の父Poker 1963 鹿毛                                | Round Table                                          | Princequillo                                         | Princequillo     |
| 母 Bonnie's Poker 1982 黒鹿毛 | 母の父Poker 1963 鹿毛                                | Round Table                                          | Knight's Daughter                                    |                  |
| 母 Bonnie's Poker 1982 黒鹿毛 | 母の父Poker 1963 鹿毛                                | Glamour                                              | Nasrullah                                            | Nasrullah        |
| 母 Bonnie's Poker 1982 黒鹿毛 | 母の父Poker 1963 鹿毛                                | Glamour                                              | Striking                                             |                  |
| 母 Bonnie's Poker 1982 黒鹿毛 | 母の母What a Surprise 1968 鹿毛                      | Wise Margin                                          | Market Wise                                          | Market Wise      |
| 母 Bonnie's Poker 1982 黒鹿毛 | 母の母What a Surprise 1968 鹿毛                      | Wise Margin                                          | One Ripple                                           |                  |
| 母 Bonnie's Poker 1982 黒鹿毛 | 母の母What a Surprise 1968 鹿毛                      | Militant Miss                                        | Faultless                                            | Faultless        |
| 母 Bonnie's Poker 1982 黒鹿毛 | 母の母What a Surprise 1968 鹿毛                      | Militant Miss                                        | Miss Militant                                        |                  |
| 母系(F-No.)                   | (FN:3-l)                                             | (FN:3-l)                                             | (FN:3-l)                                             | [ § 3 ]          |
| 5代内の近親交配               | War Admiral 4×5=9.38%、Frilette・Periscope 5×5=6.25% | War Admiral 4×5=9.38%、Frilette・Periscope 5×5=6.25% | War Admiral 4×5=9.38%、Frilette・Periscope 5×5=6.25% | [ § 4 ]          |
| 出典                          | 1. 2. 3. 4.                                          | 1. 2. 3. 4.                                          | 1. 2. 3. 4.                                          | 1. 2. 3. 4.      |